# Claude Videgla
Claude-Roland Videgla (Lomé, 14. svibnja 1990. - ) togoanski je nogometaš, po poziciji vezni igrač. Trenutačno igra za njemački SV Amasya Spor Lohne 1993 i togoansku nogometnu reprezentaciju.

## Karijera
Svoju profesionalnu nogometnu karijeru je započeo u togoanskom klubu Etoile Filante iz Loméa.
U kolovozu 2008. potpisao je za češki 1. FK Příbram. U tri godine igranja za klub ostvario je 48 nastupa i zabio 1 pogodak.
U siječnju 2012. potpisao je petomjesečni ugovor s njemačkim klubom VfB Oldenburgom. U lipnju iste godine, na dan isteka ugovora, produžio je ugovor s klubom na još jednu godinu.
Na ljeto 2013. vratio se u 1. FK Příbram.
Od sezone 2014./15. igra za njemački SV Amasya Spor Lohne 1993.